# Zdenka Golob
Zdenka Golob Borčić, slovenska slikarka, ilustratorka, grafičarka in pedagoginja, * 20. februar 1928, Sv. Trojica v Slovenskih Goricah, † 25. december 2018.
Najprej je obiskovala meščansko šolo v Lenartu, zatem pa trgovsko šolo na Ptuju. Po drugi svetovni vojni se je najprej zaposlila kot proizvodna delavka v tekstilni tovarni MTT, kjer je delala tri leta. Nato se je vpisala na Akademijo za likovno umetnost v Ljubljani, kjer je študirala v razredu profesorja Gojmira Antona Kosa. Diplomirala je leta 1954. Poročena je bila z Bogdanom Borčićem, njuna hči je umetnostna zgodovinarka in teoretičarka Barbara Borčić. 

## Nagrade
- 1979 - nagrada Prešernovega sklada, za razstavo v galeriji Labirint v Ljubljani[2]